# Zanclonychopus
Zanclonychopus (Занклоникопус — „стопало са српастим канџама”) је изумрли ихнород псолики звијери, који је у периоду од касног еоцена до раног олигоцена настањивао подручје Азије и Сјеверне Америке.

## Етимологија назива
| Ихнород:       | Поријекло назива од: | Значење назива:             |
| -------------- | --- | --------------------------- |
| Zanclonychopus | - старогрчке ријечи занклон (стгрч. ζάγκλον), која значи срп - старогрчке ријечи оникс (стгрч. ὄνυξ), која значи канџа - и старогрчке ријечи пус (стгрч. πούς), која значи стопало или нога | стопало са српастим канџама |

| Ихноврста:      | Поријекло назива од: | Значење назива:                   |
| --------------- | --- | --------------------------------- |
| Z. cinicalcator | - рода Zanclonychopus - латинске ријечи цинис (лат. cinis), која значи пепео - и латинске ријечи калкатор (лат. calcator), која значи онај који гази | Занклоникопус који гази по пепелу |

## Опис

### Zanclonychopus cinicalcator
Zanclonychopus cinicalcator је назив за непознату врсту псолики звијери, која је иза себе оставила добро очуване отиске стопала на простору фосилни локалитета у округу Пресидио (Тексас). Ови отисци припадају двјема јединкама ове ихноврсте, али различити величина. Из ови отисака се може видјети да су се ове животиње кретале плантиградно, да су направљени у исто вријеме, Највероватније се радило о мајки и младунцу. Према димензијама отисака се може рећи да је одрасла јединка била величине америчког црног медвједа, само мање робусније грађе тјела. Могући кандидати међу представницима псолики звијери који су могли оставити ове отиске су врсте из породица Amphicyonidae и Ursidae.

### Zanclonychopusisp. [IFMI-688]
Zanclonychopus isp. [IFMI-688] је назив за непознату врсту псолики звијери, која је иза себе оставила добро очуване отиске предњег задњег стопала на простору фосилни локалитета Дех Нар у покрајини Исфахан (Иран).

## Систематика

### Историја класификације
Ихнород Zanclonychopus је у прошлости био уврштаван унутар изумрлог реда Hyaenodonta, али је касније препознат као представник подреда Caniformia.

### Класификација
| Ихноврсте:                                   | Распрострањеност фосила и локација: | Временски распон:      |
| -------------------------------------------- | ----------------------------------- | ---------------------- |
| †Z. cinicalcator (Sarjeant & Langston, 1994) | САД (Тексас)                        | 37,0 до 33,9 мил. год. |
| †Z. isp. [IFMI-688] (Abbassi, 2024)          | Иран (покрајина Исфахан)            | 33,9 до 30,0 мил. год. |